# St.-Nikolaus-Kirche (Bozen)

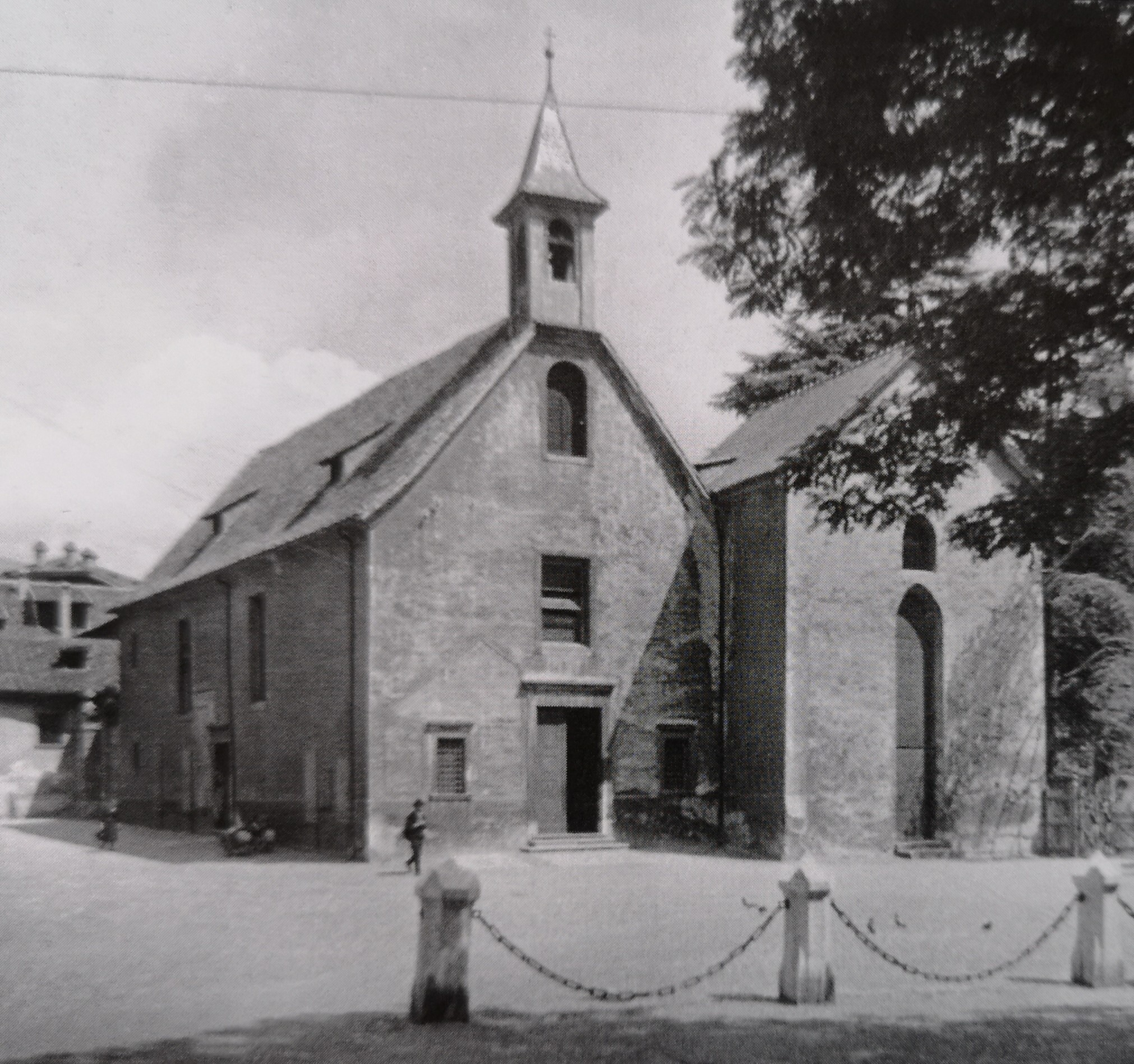
Die St.-Nikolaus-Kirche mit Dachreiter, um 1940; rechts angebaut das Fahnenhaus

Die St.-Nikolaus-Kirche (auch St.-Nikolaus-Kapelle oder St.-Nikolai-Kirche; italienisch Chiesa di S. Niccolò) war eine römisch-katholische Kirche in Bozen, unmittelbar südlich der Dompfarrkirche Maria Himmelfahrt am Pfarrplatz und gegenüber dem ehemaligen Heiliggeistspital gelegen. Sie wurde 1944 durch Luftangriffe im Zweiten Weltkrieg bis auf die Grundmauern zerstört.

## Geschichte
Die heute noch in ihren baulichen Umrissen am Pfarrplatz konservierte und sichtbare Kirche wurde erstmals im Jahr 1180, anlässlich ihrer Weihe durch Bischof Salomon von Trient, als Filialkirche der Pfarre Bozen in der sogenannten Bozner Chronik, einer annalistischen Geschichtschronik aus dem 14. Jahrhundert, genannt, offensichtlich im Kontext der Neugründung der städtischen Marktsiedlung Bozen durch die Trienter Bischöfe. 1237 ist der Sakralbau erneut urkundlich als Nikolauskirche bezeugt, ebenfalls 1351 mit der Lagebezeichnung „capella sancti Nikolai in Bozano in loco dicto in dem Spilhof“, ehe er 1681/82 durch Baumeister Pietro Delai barockisiert wurde.
Noch in Quellen des 16. Jahrhunderts wurde die Kirche als „alte Pfarre“ bezeichnet, was von der Forschung als Hinweis auf ihre präurbane Bedeutung im Umfeld einer älteren Kaufmannssiedlung in der Nähe des alten Eisackübergangs gedeutet wird.
Am 26. Mai 1942 heirateten in der Kirche Josef Mayr-Nusser und Hildegard Straub.
Die Kirche wurde 1944, bald nach Einrichtung der Operationszone Alpenvorland durch die NS-Behörden, bei den weitflächigen Luftangriffen der Alliierten auf die Brennerbahnlinie durch einen Volltreffer zerstört.

## Aussehen
Die St.-Nikolaus-Kirche war, auch nach den barocken Umgestaltungen, ein schlichter Bau mit viereckigem Portal, abgesetztem Chor und hölzernem Fassadendachreiter; das Kirchenschiff wies eine Flachdecke auf, der Chor ein Kreuzgratgewölbe, am Triumphbogen befand sich eine Stuckkartusche. Die Kirche war innen wie außen freskiert (u. a. Maria mit Christkind, Christus im Ölberg, St. Nikolaus als Helfer der Schiffbrüchigen) und wies mehrere Wappendarstellungen der örtlichen stadtadeligen Familie von Niedertor auf. Auch befand sich hier ein Grabstein der Familie von Gumer von 1683.